# 咸地院駅
咸地院駅（ハムジウォンえき、朝鮮語: 함지원역）は、朝鮮民主主義人民共和国咸鏡南道赴戦郡にある駅で、新興線に属する。 

## 隣の駅
新興線
赴戦嶺駅 - 咸地院駅 - 道安駅